# Szent Kristóf-templom (Havanna)
A Szent Kristóf-templom (Iglesia del Santo Cristo del Buen Viaje) Havanna óvárosában, a Plaza del Cristón áll. Helyén korábban egy ferences rendi kápolna volt.

## Története
A templomot a 17. század közepén építették, és 1693-ban ismerte el hivatalosan plébániatemplomként a kor kiemelkedő egyházi személye, Avelino de Compostela püspök. A templomot Szent Kristófnak, az utazók védőszentjének ajánlották, erre utal a spanyol elnevezés, buen viaje (jó utazás). Az imahely nagy népszerűségnek örvendett a tengeri útra indulók között, falai között imádkoztak jó szerencséért, illetve adtak hálát a biztonságos megérkezéséért. A templomban található feszületről úgy hitték, védelmet nyújt az utazók számára. Később, a kubai függetlenségi háború idején Szent Rita kultusza is meghonosodott a templomban.
A templom homlokzata szimmetrikus, barokk jellegű, két tornya hatszögletű. Egyiket az apostoli levélről, a másikat az evangéliumról nevezték el. Az utóbbiban négy harang található, a legrégebbi 1515-ből származik. A kapuboltozat felett erkély köti össze a két tornyot. A mennyezet belső borítása spanyol-mór stílusú.
Az Iglesia del Santo Cristo del Buen Viaje a havannai keresztút utolsó állomása. A körmenet a régi Szent Ferenc-templomtól indult a hagyományok szerint, és a Calle Amargurán (Amargura utcán) érte el a Szent Kristóf-templomot.